# GoldWave
GoldWave è un software per manipolazione audio sviluppato da GoldWave Inc. È stato pubblicato per la prima volta durante l'aprile 1993 ed è simile ad applicazioni open source come Audacity.

## Caratteristiche
GoldWave possiede molte caratteristiche costruite all'interno del programma, tra cui:
- Grafica visuale in tempo reale; come barra, forma d'onda, spettrogramma, spettro, VU meter, ecc.
- Effetti e filtri di base come riduzione del suono, compressore/espansore, modellatore del volume, equalizzatore parametrico, ecc.
- Previsione degli effetti
- Preimpostazione effetti
- Plug-in per DirectX Audio
- Varietà di formati audio come WAV, MP3, Windows Media Audio, Ogg, FLAC, AIFF, AU, Monkey's Audio, VOX, mat, snd, voc, ecc.
- Processi "a infornata" (batch) per effettuare cambiamenti a diversi gruppi di file
- Supporto per modifica a file di dimensioni notevoli

## Versioni precedenti
Una versione precedente la serie 5 esiste ancora ed è disponibile su sito ufficiale. Tutte le versioni fino alla 4.26 funzionano su un computer di moderata potenza e provvisto di Windows 95 o Windows 98. Dal 2004 GoldWave non supporta più Win 95 o 98. Le richieste di sistema sono aumentate, passando da un Pentium a 300 MHz con DirectX 5 a un Pentium a 700 MHz provvisto di librerie DirectX 8. Mentre nelle vecchie versioni precedenti la 5 si poteva modificare a piacimento senza alcun limite, la versione corrente permette di eseguire 100 modifiche per sessione. Questo non impedisce di salvare il proprio lavoro ma si deve riavviare il programma per iniziare una nuova sessione. Esiste un massimo limite di modifiche totali (circa 3000) dopo il quale non è più possibile usare il software senza licenza.